# Собор Гроссето
Собор Сан-Лоренцо в Гроссето (итал. Duomo di Grosseto, La cattedrale di San Lorenzo) — римско-католический собор в городе Гроссето, Тоскана. Национальный памятник истории и культуры Италии.

## История
На месте, где теперь высится городской собор ранее находилась приходская церковь Святой Марии. Впоследствии, между 1294 и 1302 годами церковь была перестроена сиенским архитектором Соццо Рустикини. Главный фасад был завершён между 1338 и 1340 годами, одновременно с порталом на южной стороне. Затем здание подверглось дальнейшей реконструкции в соответствии с эстетикой эпохи Возрождения и барокко, прежде чем было окончательно оформлено между 1840 и 1865 годами.

## Архитектура
Ныне существующий фасад был построен между 1840 и 1845 годами в неороманском стиле с готическими элементами и двухцветной гаммой белого и красного (красный мрамор Калдана) мрамора. Фасад собора обращён к Пьяцца дель Дуомо, центральной площади города. Он имеет три портала и арочную галерею наверху. Верхнюю центральную часть, увенчанную фронтоном, занимает большое круглое окно-роза. На фасаде сохранились готические скульптуры первого этапа строительства, в том числе в окне-розе, и символы четырех евангелистов.
Южная правая сторона, выходящая на площадь Данте, вероятно, была спроектирована Соццо Рустикини. Скульптурное оформление бокового портала и окон, а также статуя Святого Лаврентия между ними — работа мастерской Агостино ди Джованни и его сына Джованни д’Агостино между 1320 и 1340 годами. Верхняя часть портала с барельефом Девы Марии в люнете и двумя статуями по сторонам является работой скульптора Леопольдо Маккари (1897). Вся правая сторона здания была частично воссоздана на основе средневековых конструкций по проекту флорентийца Джузеппе Кастеллуччи (или сиенца Джузеппе Партини). В верхней части здания в 1983 году живописец Арнальдо Маццанти создал большие фресковые солнечные часы. В правом углу фасада находится колонна прокламаций, увенчанная составной коринфской капителью, которая исторически использовалась для размещения публичных объявлений.
Колокольня была возведена на северной стороне здания в 1402 году. В 1911 году её переделали, превратив арочные окна в двойные и тройные стрельчатые.

## Интерьер
Собор имеет план в виде латинского креста с тремя нефами, разделёнными колоннами и перекрытыми крестовыми сводами на шести крестовых столбах с каждой стороны. В алтарной части имеется полукруглая апсида, в которую открываются три меньшие апсиды. Такой план, вероятно, сформировался в результате реконструкции, проведенной в 1540 году сиенским архитектором Антонио Мария Лари, и обновлённой после барочных изменений в период 1858—1865 годов.
Современный облик центрального нефа является результатом перестроек XVI и XIX веков. В 1592—1662 годах неф был перекрыт сводом вместо старых деревянных ферм. Реставрация XIX века, проведённая архитектором Фабио Нути, включала строительство невысокого купола на пересечении нефа и трансепта, украшенного неоклассической живописью, а также создание каменной облицовки с контрастными полосами на колоннах и арках. Также были ликвидированы барочные алтари, располагавшиеся вдоль стен боковых нефов.
Апсида была перестроена в XV веке из полукруглой в многоугольную форму, что позволило разместить хор и две радиальные капеллы. Однако в XVII веке апсиде снова была придана полукруглая форма с доступом в новую сакристию. В апсиде собора находится картина Вентуры Салимбени, изображающее святых Карла Борромео и Лаврентия, поклоняющихся Имени Иисуса.
В 1649 году по проекту Томмазо Реди был построен главный алтарь, покрытый цветным мрамором, который был дополнен киворием в 1692 году работы Джованни Антонио и Франческо Маццуоли. Антепендиум алтаря из серебра и позолоченной меди был изготовлен в 1782 году сиенцем Джакомо Бонеки для алтаря Мадонны делле Грацие. В Капелле Мадонны делле Грацие (Милостивой), в левом рукаве трансепта, находится картина с изображением Вознесения Мадонны с ангелами, созданная около 1470 года живописцем Маттео ди Джованни, вероятно, центральная часть более крупного алтаря. В 1759 году к этой почитаемой картине был добавлен венец Девы Марии. Вначале почитаемый образ находился в апсиде, над алтарем того же периода работы Антонио Гини (Antonio Ghini). После реставраций XVI века картину перенесли на стену левого нефа, а в 1709 году — в нынешнюю капеллу, на новый алтарь, созданный Джованни Антонио Маццуоли по проекту флорентийца Джованни Баттисты Фоджини, в который вошла эдикула XV века. Во время реставрации XIX века новый алтарь был разобран и утратил большую часть своих скульптурных украшений. В 1994 году были установлены бронзовая лампада и четыре подсвечника работы скульптора Альберто Чеппи.
В правом рукаве трансепта находится Капелла Распятия, построенная в середине XIX века. Здесь хранится ценное деревянное Распятие второй половины XV века, предположительно принадлежащее работе живописца и скульптора Веккьетты. Вначале это произведение также находилось в апсидиальной капелле. Алтарь был создан по образцу алтаря Мадонны делле Грацие в 1857 году скульптором Доменико Иарделлой из Лукки.
На контрфасаде, над центральным порталом, находится люнет со скульптурой Христа в мандорле, поддерживаемой ангелами, и двумя львами на колоннах, приписываемыми мастерской Джованни д’Агостино. Витражи — работа Джироламо ди Бенвенуто (около 1470). В центральном нефе находится богато украшенная лавабо (чаша для святой воды) c гирляндами и херувимами, а внутри — богатой водной фауной, возможно, относящейся к мастерской Антонио Федериги (1506). В левом нефе находится купель работы Антонио Гини (также автора алтаря Мадонны делле Грацие, 1470—1474). В сакристии находится мраморный киворий XVI века из Кастильоне-делла-Пеская.
В соборе установлен орган «Mascioni opus 775», построенный в 1959 году.

## Галерея

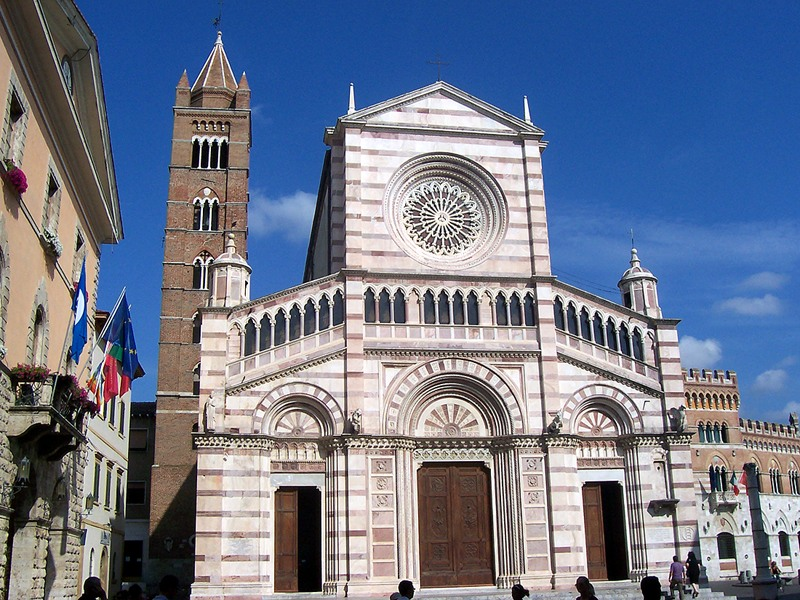
Главный (западный) фасад собора. Между 1840 и 1845
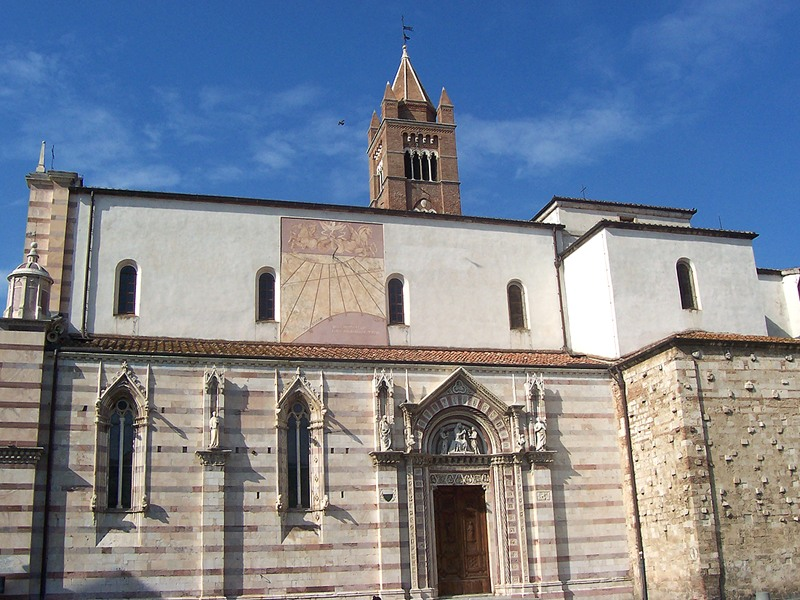
Южный фасад, кампанила и солнечные часы
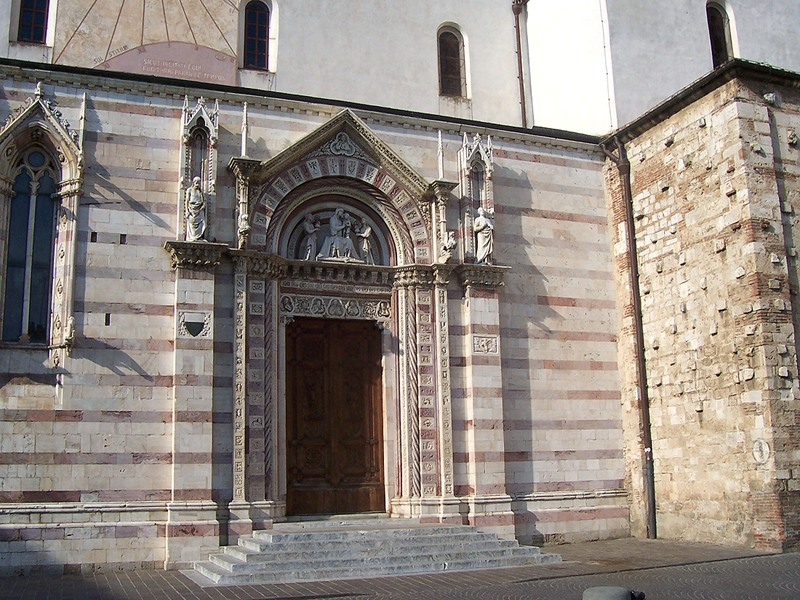
Портал бокового (южного) фасада. Между 1320 и 1340
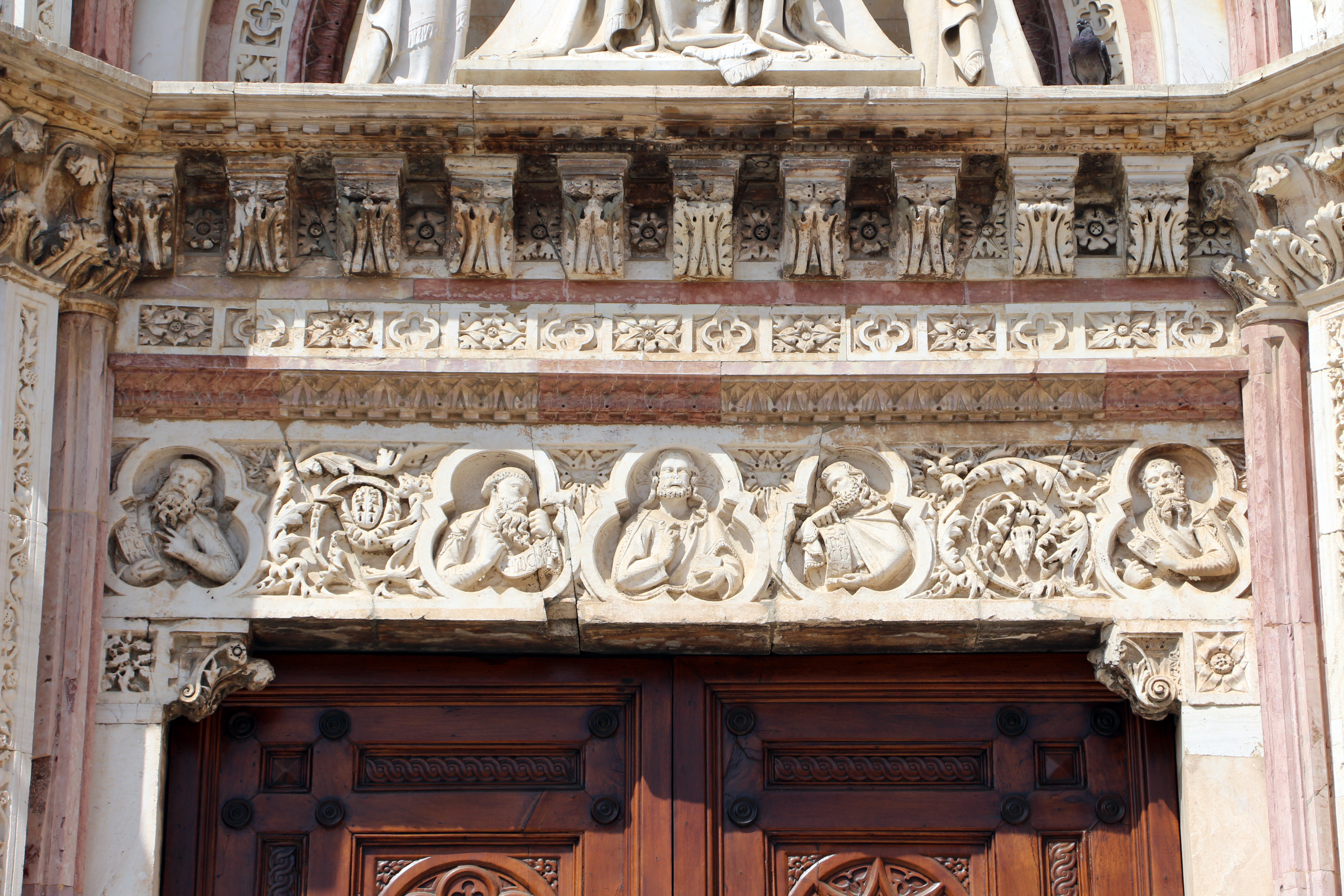
Фриз портала южного фасада
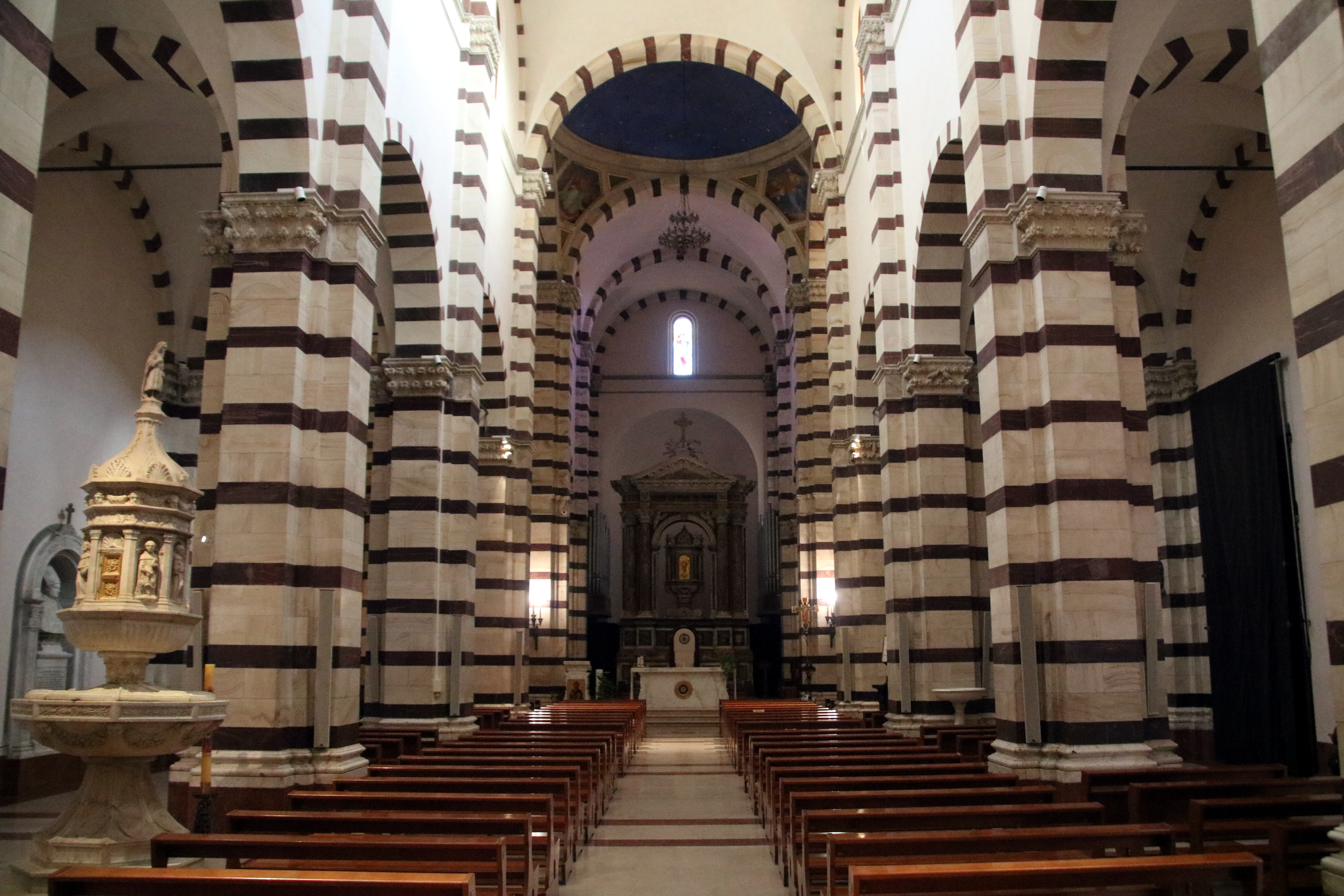
Интерьер
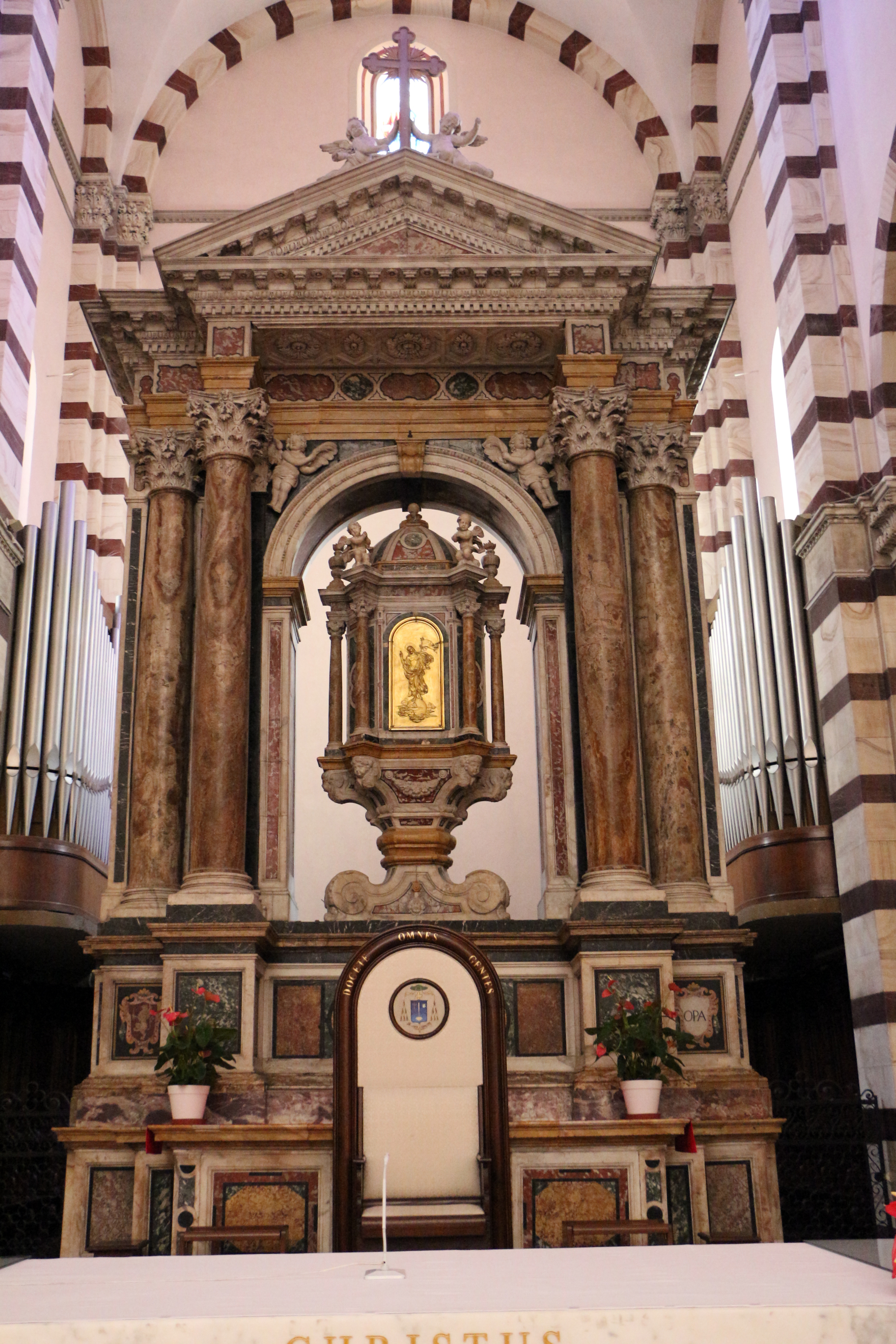
Т. Реди и Дж. А. Маццуоли. Главный алтарь и орган. 1649
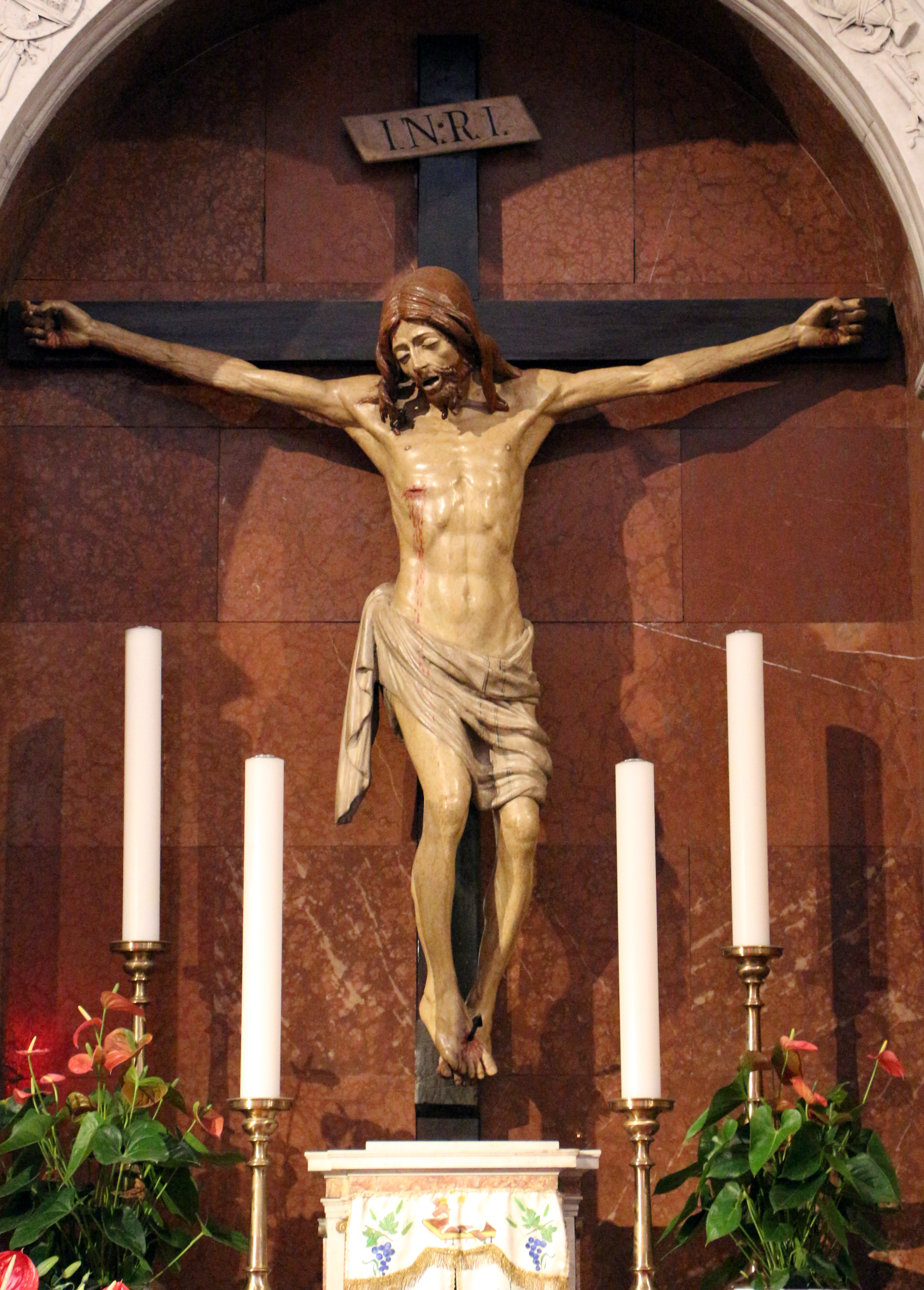
Веккьетта. Распятие. Между 1470 и 1475. Дерево
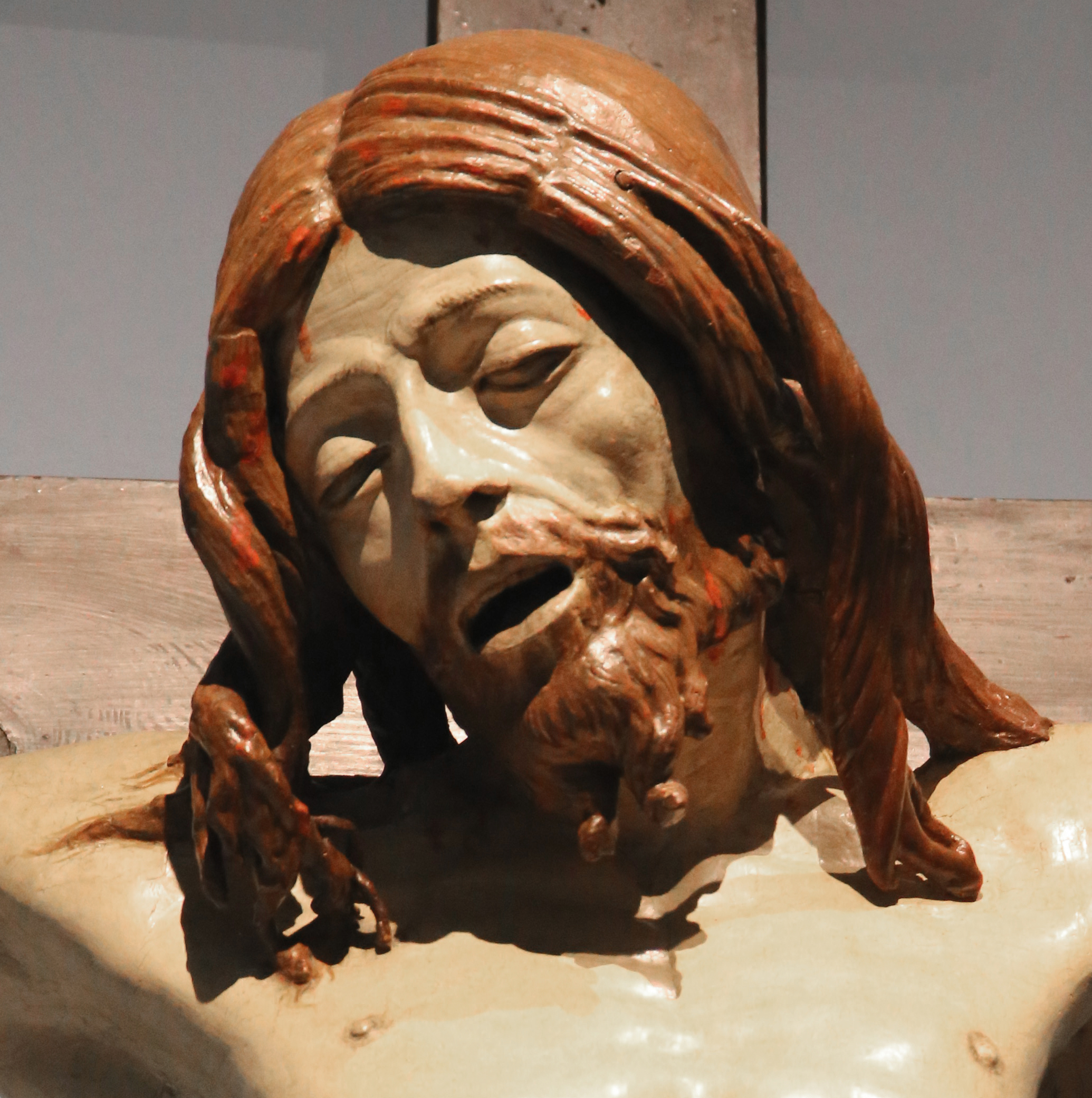
Деталь
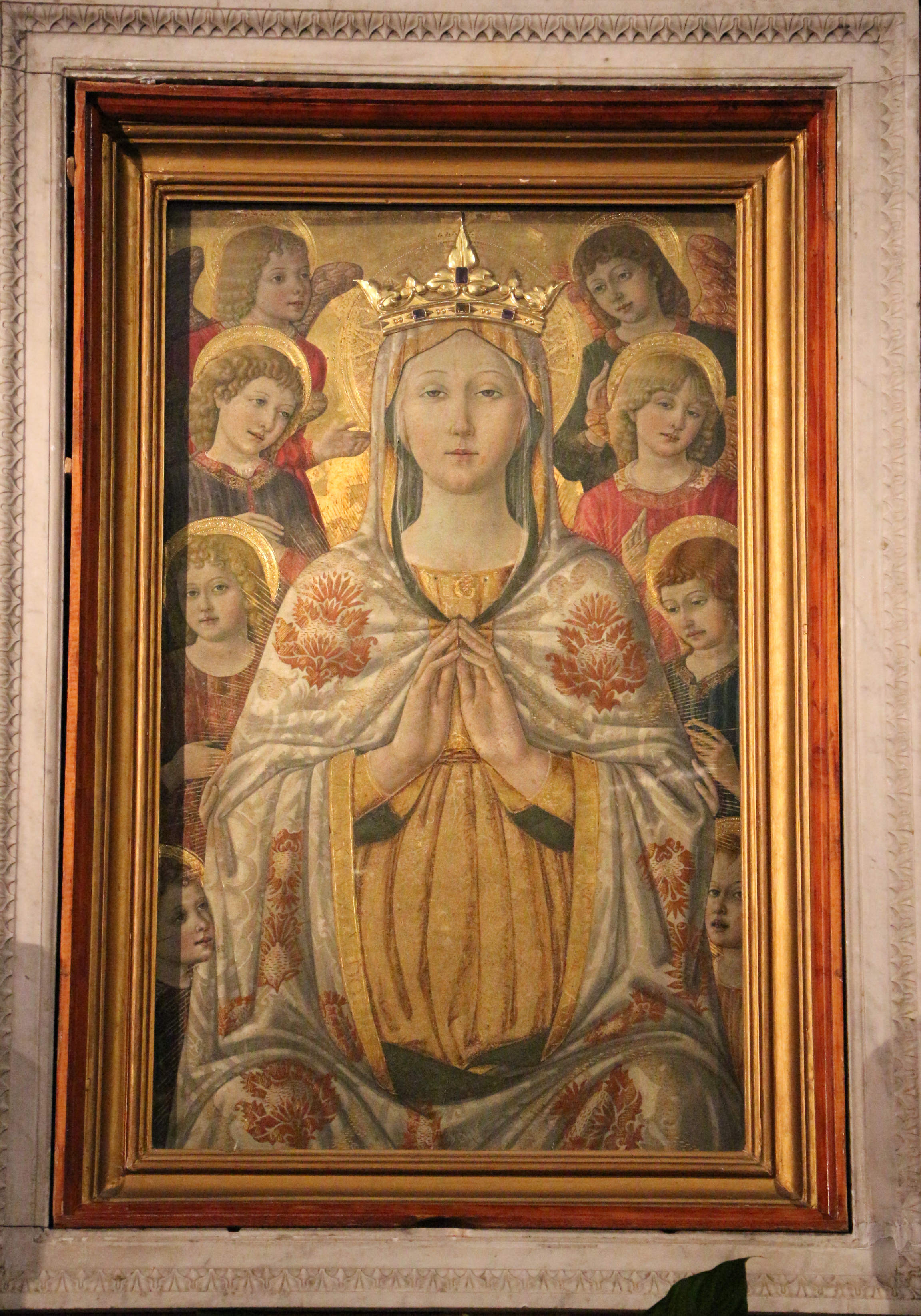
Маттео ди Джованни. Мадонна делле Грацие
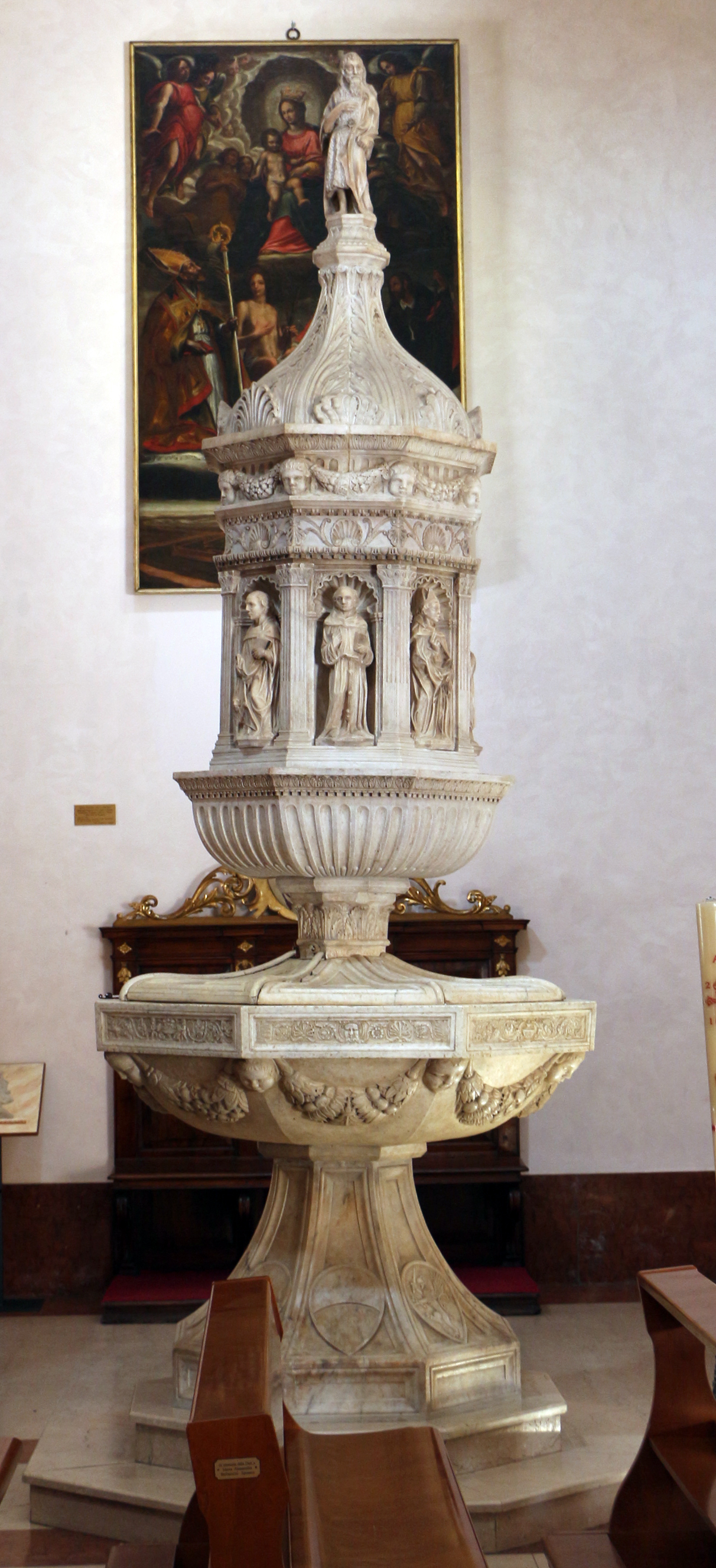
Антонио Гини. Фонте (купель). Ок. 1475
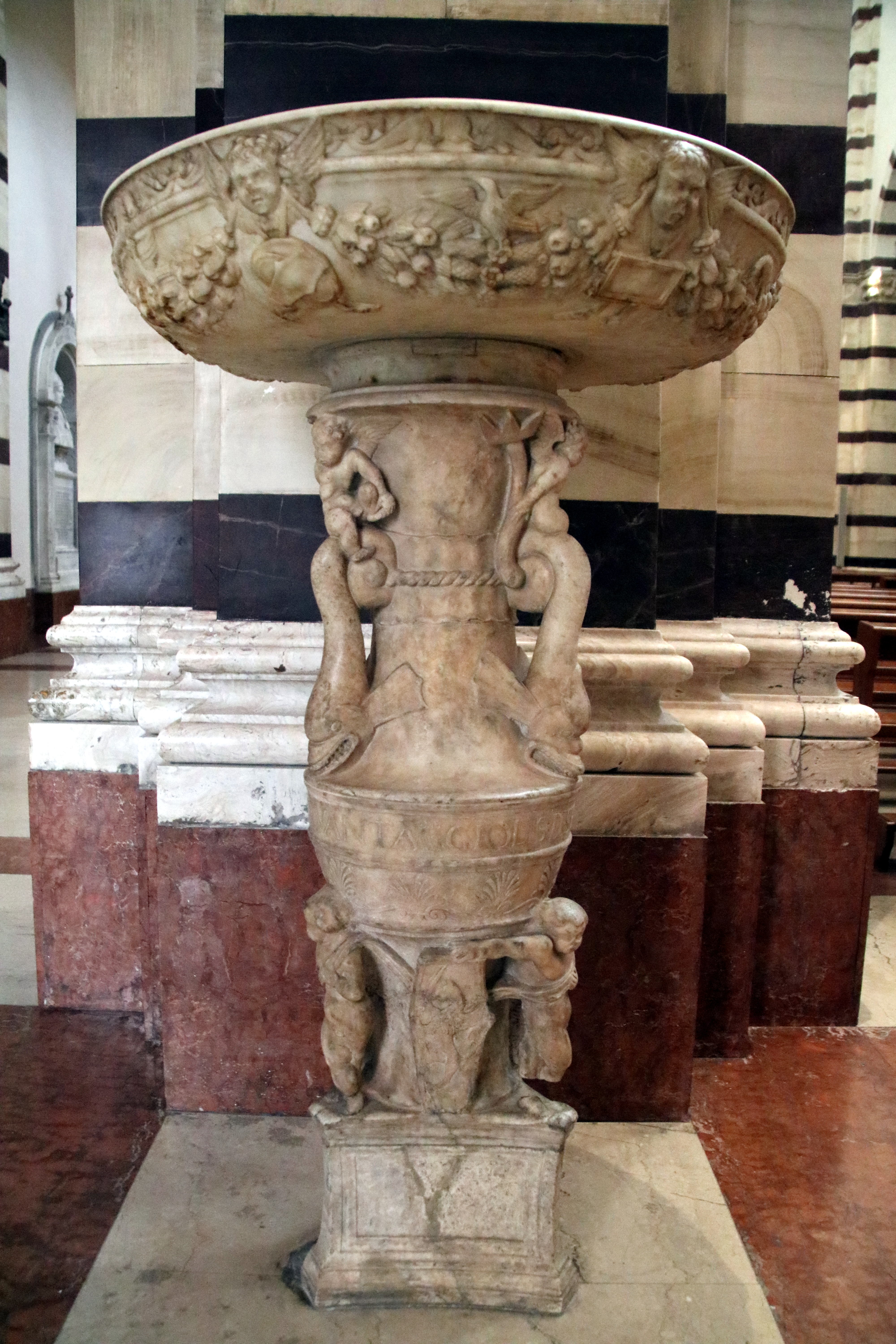
Лавабо (чаша для святой воды). 1506
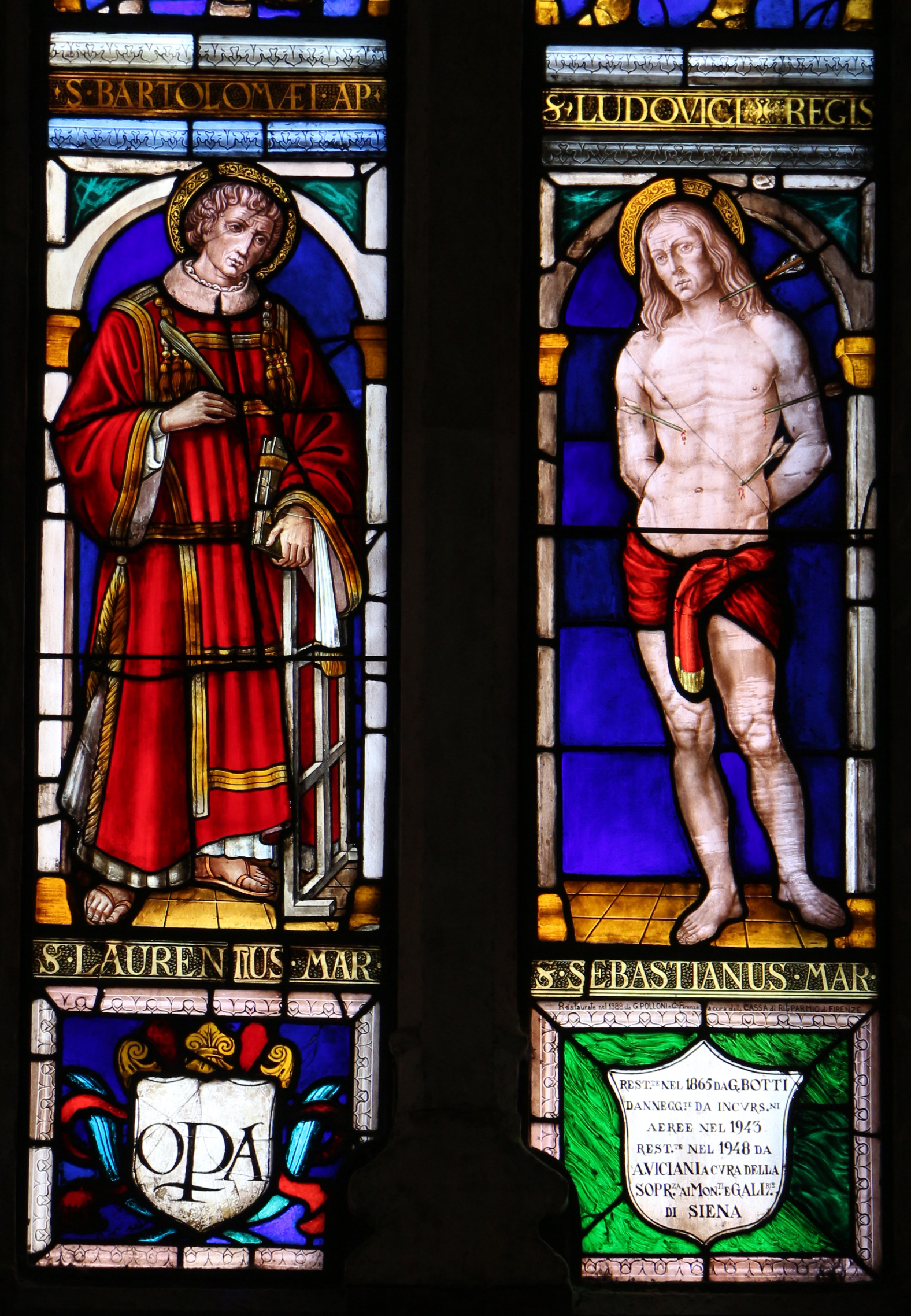
Витраж. Ок. 1470
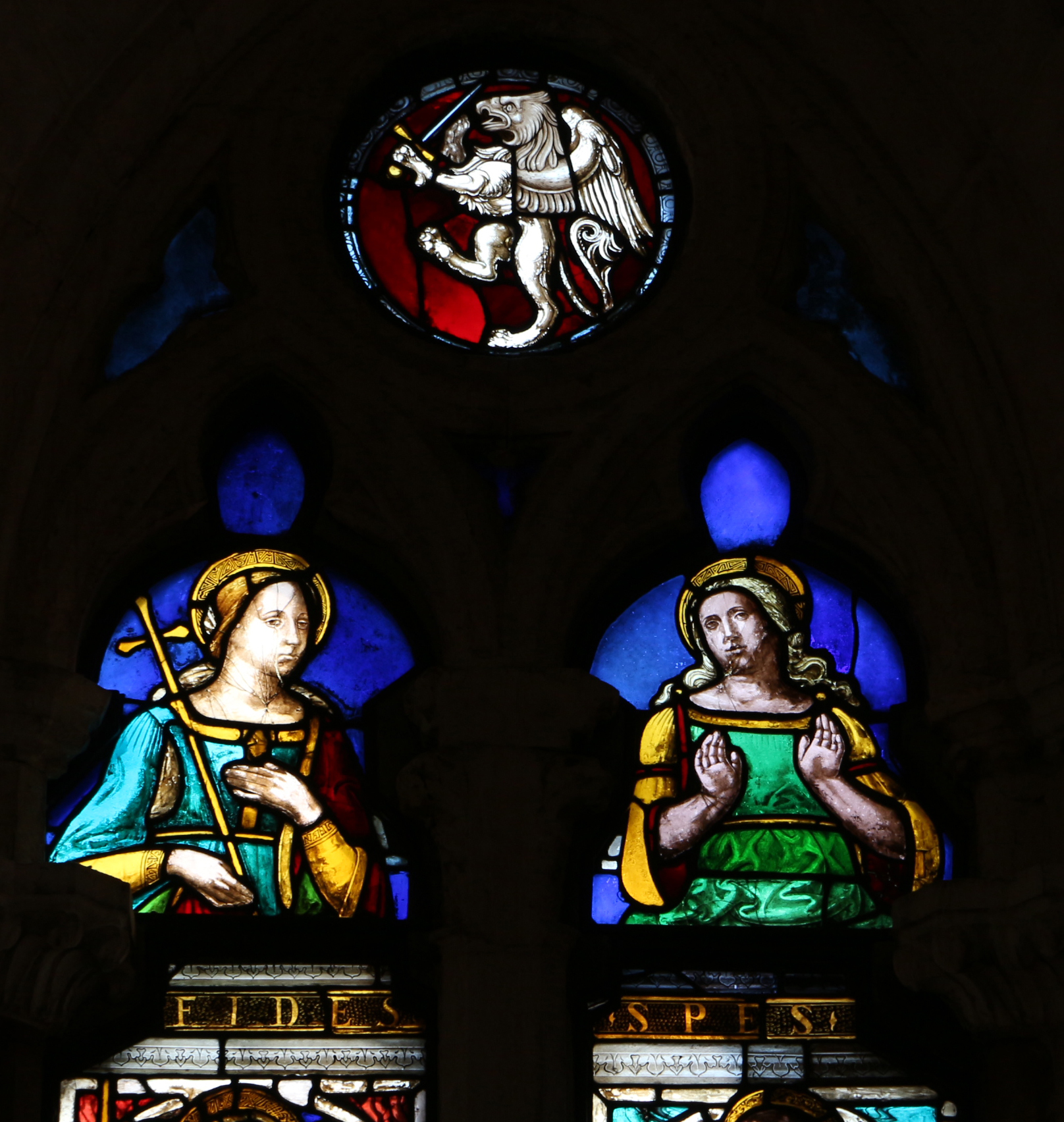
Витраж. Деталь. Ок. 1470